# Rickenbach, Thurgau
Rickenbach är en ort och kommun i distriktet Münchwilen i kantonen Thurgau, Schweiz. Kommunen har 3 072 invånare (2023).
Rickenbach är en förort till staden Wil.